# 瞿启甲
瞿啟甲（1873年5月25日—1940年），字良士，號鐵琴道人，江蘇蘇州府常熟縣人，清朝、中華民國藏書家。書法師宗歐陽詢、李邕。

## 生平
生於同治十二年四月二十九日（1873年5月25日）。
光緒十五年（1889年），捐田二百四十畝。
光緒三十四年（1908年），朝廷要求瞿家進呈書，瞿啟甲謹守家學，盡力致使清廷放棄徵集瞿氏書，龐鴻文、邵松年致函清廷“瞿氏書永無輸出”。
宣統三年（1911年）三月，京師圖書館監督繆荃孫回江南，催促瞿家進呈書。
晚年抑鬱多愁，民國二十八年十二月（1940年）歿。遺命家人“書勿分散，不能守，則歸之公”。編有《鐵琴銅劍樓藏書題跋集錄》。其子將藏書捐贈予北京圖書館。

## 家族
曾祖瞿紹基；祖父瞿鏞；伯父瞿秉淵；父瞿秉清。子瞿濟蒼、瞿旭初、瞿鳳起。